# 메리키푸스

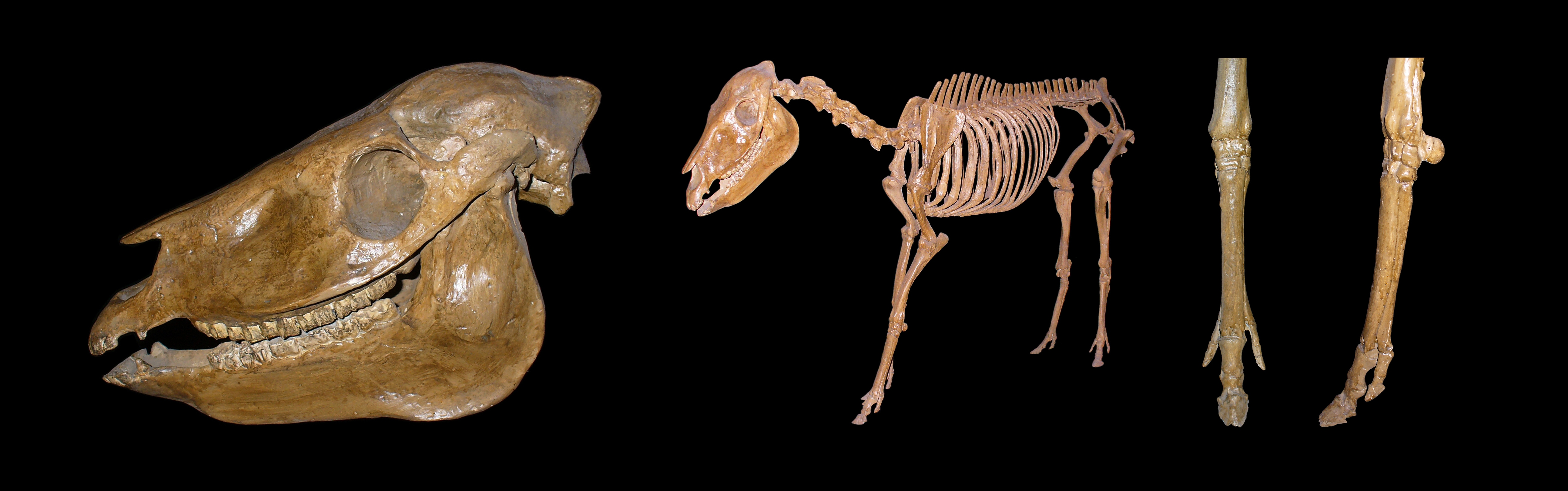

메리키푸스(Merychippus)는 멸종된 유제류의 하나로, 신생대 제3기 마이오세부터 플라이오세 전기인 약2000만년 전부터 약800만년 전의 지층에서 발견되는 멸종된 화석 말의 한 종이다. 발가락은 세 개였으나, 보다 진화된 아종에서는 퇴화되었다. 메리키푸스는 19종의 아종으로 분화되었고, 이 중 한 변종은 히페리온, 플리오히푸스 등 다양한 후기 말들이 나타난다.

## 개요
파라히푸스속으로부터 진화했는데 메리키푸스는 파라히푸스 종의 한 변종이 아니라 파라히푸스 종으로부터 서서히 변화, 적응하여 변화한 완벽한 진화적 연속성을 이루고 있는 것으로 알려져 있다. 그들의 선조인 파라히푸스에 비해 비교적 길이가 길고 골격이 발달했고 크기는 그들의 조상에 비해 상당히 커져 오늘날의 조랑말만한 크기였으며, 두개골의 형태도 오늘날의 말처럼 좀더 길어졌다.
메리키푸스는 몸길이가 보통 90cm 이상이었다. 일어 섰을때의 어깨높이가 100cm였고, 두개골이 에쿠우스와 거의 비슷하였다. 메리키푸스는 세 발가락이었지만 가운데 발가락이 무게를 지탱하였고 좌우의 발가락들은 별 쓸모가 없어져서 새끼손가락 만한 크기가 되었다. 또한 가운데 발가락 뒤에 있는 발굽에는 더 잘 발달한 스프링인대가 몸을 지탱하고 달리는데 이용됐다.
목은 길어져 땅에 있는 것을 먹을 수 있게 되었고, 시야의 범위를 개선하기 위해서 머리를 더 높게 들수 있게 되었으며, 머리를 젖혀서 뒤를 볼 수 있게 되었다. 눈과 머리의 생김새 또한 모든 방향을 볼 수 있도록 변했다. 빨 형태는 오늘날의 말이나 당나귀와 같은데, 더 강력하고 높은 왕관형이고 돌기도 컸다. 이빨은 딱딱한 풀을 갈아서 소화시키기 위해 두터운 시멘트질을 가진 보호막으로 덮이게 되었다. 시멘트질이 있어 보다 거친 풀을 먹거나 모래가 끼이더라도 이빨이 상하는 일이 드물었다.
일부 학자들 중에는 메리키푸스가 현대 얼룩말과 같은 줄무늬를 하고 있었을 것이라고 추정하기도 한다. 메리키푸스는 1700만 년 전쯤에는 완전히 초원에 적응하게 된다. 서서히 변화한 1500만 년 전쯤 메리치푸스는 초원에서 가장 빠른 초식동물이 되었다.

### 종의 분화
메리키푸스 내에서도 19개의 아종으로 다양하게 분화되었는데, 가운데 양옆 발가락 크기는 종류에 따라 다른데 어떤 종류는 크고 어떤 종류는 절반 크기로 퇴화했다. 메리키푸스에 속하는 종 중 대다수는 비교적 큰 발가락을 3개 가지고 있었으나, 메리키푸스 중에서도 비교적 진화한 편인 다른 종들의 양쪽 끝 발가락은 짧고 작았다. 그러나 여전히 가운데 발가락은 다른 2개의 발가락보다 커서 체중의 대부분을 지탱하는 역할을 했다. 또 앞다리의 요골과 척골이 융합해 다리의 뒤틀림을 막았고 뒷다리의 종아리뼈는 상당히 작아졌다. 이런 모든 특징은 초원에서 빨리 달리는 데 적합하다. 초원은 숨을 곳이 없기 때문에 포식자를 피해 빨리 뛸수 있는 능력은 생존과 직결되었다. 빨리 달릴 수 있도록 하지(下肢)의 장골이 융합되어 있었다.
19종으로 분화된 메리키푸스 중에는 유럽과 아시아로 이동한 변종에서 히페리온이 진화되었고, 아메리카 대륙에 있던 종들 중 한 변종에서는 프로토히푸스(Protohippus), 칼리푸스(Calippus), 플리오히푸스로 각각 진화하였다. 이 중 플리오히푸스가 에쿠우스의 조상으로 본다.

## 같이 보기
- 파라히푸스
- 플리오히푸스
- 하이페리온 (말)
- 메소히푸스
- 말
- 얼룩말
- 당나귀